# 발라드 2번 (쇼팽)

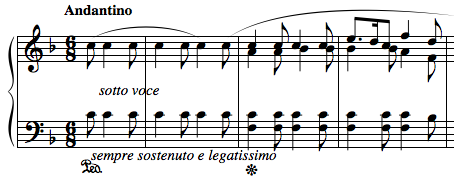

발라드 2번 F장조 Op. 38은 프레데리크 쇼팽이 1839년에 완성한 피아노 독주용 발라드이다. 전형적인 공연은 6분에서 8분 동안 지속된다.

## 역사
쇼팽은 1836년 프랑스 노앙에서 발라드를 작곡하기 시작했다. 그것은 그가 겨울 동안 조르주 상드와 함께 머물기 위해 마요르카로 가지고 간 미완성 작품들 중 하나였다.
쇼팽에게 그의 작품 Op. 16을 헌정했던 로베르트 슈만은 이 발라드의 헌정을 받았다.

## 구조
왼손과 오른손에 모두 C가 반복되는 F장조에 조용히 열린다. 이것은 빠르게 멜로디로 진행되며 (조용히) 퍼포먼스 지시 sotto voce와 함께 발전한다. 이 부분은 오른손에 A가 여러 번 반복되면서 점차 사라진다.
발라드의 다음 섹션은 첫 번째 부분과 완전히 대조적으로 Presto con fuoco 연주 지침으로 시작된다. 2차 멜로디의 특이한 조에 있다.
이 작품은 곧 원래의 템포와 스타일로 돌아가며 첫 번째 멜로디가 더욱 정교해진다. 여기에서 쇼팽은 작품의 초기 설명 단계에 존재하지 않는 멜로디의 변주를 통합한다. 이러한 발전은 Presto con fuoco 주제가 자연스럽게 재도입되고 요약될 때까지 진행된다. 이번에도 역시 정교하게 다듬어져 주제가 다시 한 번 울려퍼지고 작품이 끝날 때까지 갑자기 끝난다.